# Malte aux Jeux olympiques d'été de 2020
Malte participe aux Jeux olympiques de 2020 à Tokyo au Japon. Il s'agit de sa 16e participation à des Jeux d'été.

## Athlètes engagés
| Sport         | Hommes | Femmes | Total |
| ------------- | ------ | ------ | ----- |
| Athlétisme    | 0      | 1      | 1     |
| Badminton     | 1      | 0      | 1     |
| Haltérophilie | 0      | 1      | 1     |
| Natation      | 1      | 1      | 2     |
| Tir           | 0      | 1      | 1     |
| Total         | 2      | 4      | 6     |

## Résultats

### Athlétisme
Malte bénéficie d'une place attribuée au nom de l'universalité des Jeux. Carla Scicluna dispute le 100 mètres féminin.
| Athlète        | Épreuve       | Tour préliminaire | Tour préliminaire | Séries      | Séries | Demi-finales | Demi-finales | Finale   | Finale   |
| Athlète        | Épreuve       | Temps             | Rang              | Temps       | Rang   | Temps        | Rang         | Temps    | Rang     |
| -------------- | ------------- | ----------------- | ----------------- | ----------- | ------ | ------------ | ------------ | -------- | -------- |
| Carla Scicluna | 100 m féminin | 12 min 11 s       | 4e                | 12 min 16 s | 8e     | Éliminée     | Éliminée     | Éliminée | Éliminée |

### Badminton
| Athlète       | Compétition   | Phase de groupes       | Phase de groupes          | Phase de groupes | 1/8e de finale   | Quarts de finale | Demi-finales     | Finale           | Finale  |
| Athlète       | Compétition   | Adversaire Score       | Adversaire Score          | Rang             | Adversaire Score | Adversaire Score | Adversaire Score | Adversaire Score | Rang    |
| ------------- | ------------- | ---------------------- | ------------------------- | ---------------- | ---------------- | ---------------- | ---------------- | ---------------- | ------- |
| Matthew Abela | Simple hommes | Shi Défaite 8-21, 9-21 | Opti Victoire par forfait | 2e du gr. H      | Éliminé          | Éliminé          | Éliminé          | Éliminé          | Éliminé |

### Haltérophilie
| Athlète               | Compétition           | Arraché  | Arraché | Épaulé-jeté | Épaulé-jeté | Total  | Rang |
| Athlète               | Compétition           | Résultat | Rang    | Résultat    | Rang        | Total  | Rang |
| --------------------- | --------------------- | -------- | ------- | ----------- | ----------- | ------ | ---- |
| Yasmin Zammit Stevens | Moins de 64 kg femmes | 84 kg    | 14e     | 105 kg      | 13e         | 189 kg | 13e  |

### Natation
| Athlète         | Épreuve                    | Série          | Série | Demi-finale | Demi-finale | Finale   | Finale   |
| Athlète         | Épreuve                    | Temps          | Rang  | Temps       | Rang        | Temps    | Rang     |
| --------------- | -------------------------- | -------------- | ----- | ----------- | ----------- | -------- | -------- |
| Andrew Chetcuti | 100 m nage libre masculin  | 51 s 47        | 49e   | Éliminé     | Éliminé     | Éliminé  | Éliminé  |
| Sasha Gatt      | 400 m nage libre féminin   | 4 min 19 s 75  | 22e   | Non disputé | Non disputé | Éliminée | Éliminée |
| Sasha Gatt      | 1 500 m nage libre féminin | 16 min 57 s 47 | 33e   | Non disputé | Non disputé | Éliminée | Éliminée |

### Tir
| Athlète         | Compétition                  | Qualification | Qualification | Finale   | Finale   |
| Athlète         | Compétition                  | Points        | Rang          | Points   | Rang     |
| --------------- | ---------------------------- | ------------- | ------------- | -------- | -------- |
| Eleanor Bezzina | Pistolet à air comprimé 10 m | 570           | 26e           | Éliminée | Éliminée |
| Eleanor Bezzina | Pistolet à 25 m,             | 565           | 41e           | Éliminée | Éliminée |